# Чемпионат России по самбо среди женщин 2014
Чемпионат России по самбо среди женщин 2014 года проходил в городе Березники с 26 февраля по 3 марта.

## Медалисты
| Весовая категория | Золото                       | Серебро                             | Бронза                                                                    |
| ----------------- | ---------------------------- | ----------------------------------- | ------------------------------------------------------------------------- |
| до 48 кг          | Мария Молчанова Краснокамск  | Елена Бондарева Дзержинск           | Елена Лоптунова Рязань Мария Козлова Тверская-Рязанская                   |
| до 52 кг          | Анна Харитонова Москва       | Александра Дурнова Самара           | Сусанна Мирзоян Пенза Ольга Вицина Владивосток                            |
| до 56 кг          | Татьяна Зенченко Владивосток | Анастасия Валова Московская область | Анастасия Белых Соликамск Марина Корнеева Юрга                            |
| до 60 кг          | Светлана Бурцева Березники   | Анастасия Шинкаренко Можайск        | Надежда Зайцева Санкт-Петербург Арина Пчелинцева Москва                   |
| до 64 кг          | Ольга Медведева Рязань       | Ульяна Бессонова Пенза              | Анна Щербакова Бурятия Екатерина Гольберг Астраханская область            |
| до 68 кг          | Марина Мохнаткина Пермь      | Виктория Станкевич Москва           | Римма Тропина Новосибирская область Юлия Золотарёва Тюмень                |
| до 72 кг          | Ирина Алексеева Челябинск    | Олеся Волкова Рязань                | Таисия Киреева Челябинск Ирина Миронова Москва                            |
| до 80 кг          | Наталья Казанцева Тюмень     | Елена Хакимова Бузулук              | Юлия Лосева Тула Дайна Амбарцумова Тверь                                  |
| свыше 80 кг       | Анна Балашова Пермь          | Анастасия Ковязина Казань           | Надежда Еремеева Екатеринбург Марьям Исланбекова Петропавловск-Камчатский |

## Командный зачёт

### По регионам
1. Пермский край;
2. Рязанская область;
3. Приморский край.

### По округам
1. Приволжский федеральный округ;
2. Москва;
3. Центральный федеральный округ;